# فرودگاه استراهان
فرودگاه استراهان (به انگلیسی: Strahan Airport) یک فرودگاه همگانی با کد یاتا SRN است که یک باند فرود آسفالت دارد و طول باند آن ۱۲۲۰ متر است. این فرودگاه در کشور تاسمانی قرار دارد و در ارتفاع ۲۰ متری از سطح دریا واقع شده است.